# Varouville
Varouville ist eine französische Gemeinde mit 222 Einwohnern (Stand 1. Januar 2022) im Département Manche in der Region Normandie. Sie gehört zum Arrondissement Cherbourg und zum Kanton Val-de-Saire.

## Lage
Die Gemeinde liegt in der Landschaft Val de Saire auf der Halbinsel Cotentin. 
Nachbargemeinden sind Vicq-sur-Mer im Nordwesten und Nordosten, Tocqueville im Osten, Clitourps im Südosten und Saint-Pierre-Église im Südwesten.

## Bevölkerungsentwicklung
| Jahr      | 1962 | 1968 | 1975 | 1982 | 1990 | 1999 | 2008 | 2018 |
| --------- | ---- | ---- | ---- | ---- | ---- | ---- | ---- | ---- |
| Einwohner | 233  | 236  | 194  | 215  | 255  | 274  | 285  | 255  |

## Sehenswürdigkeiten

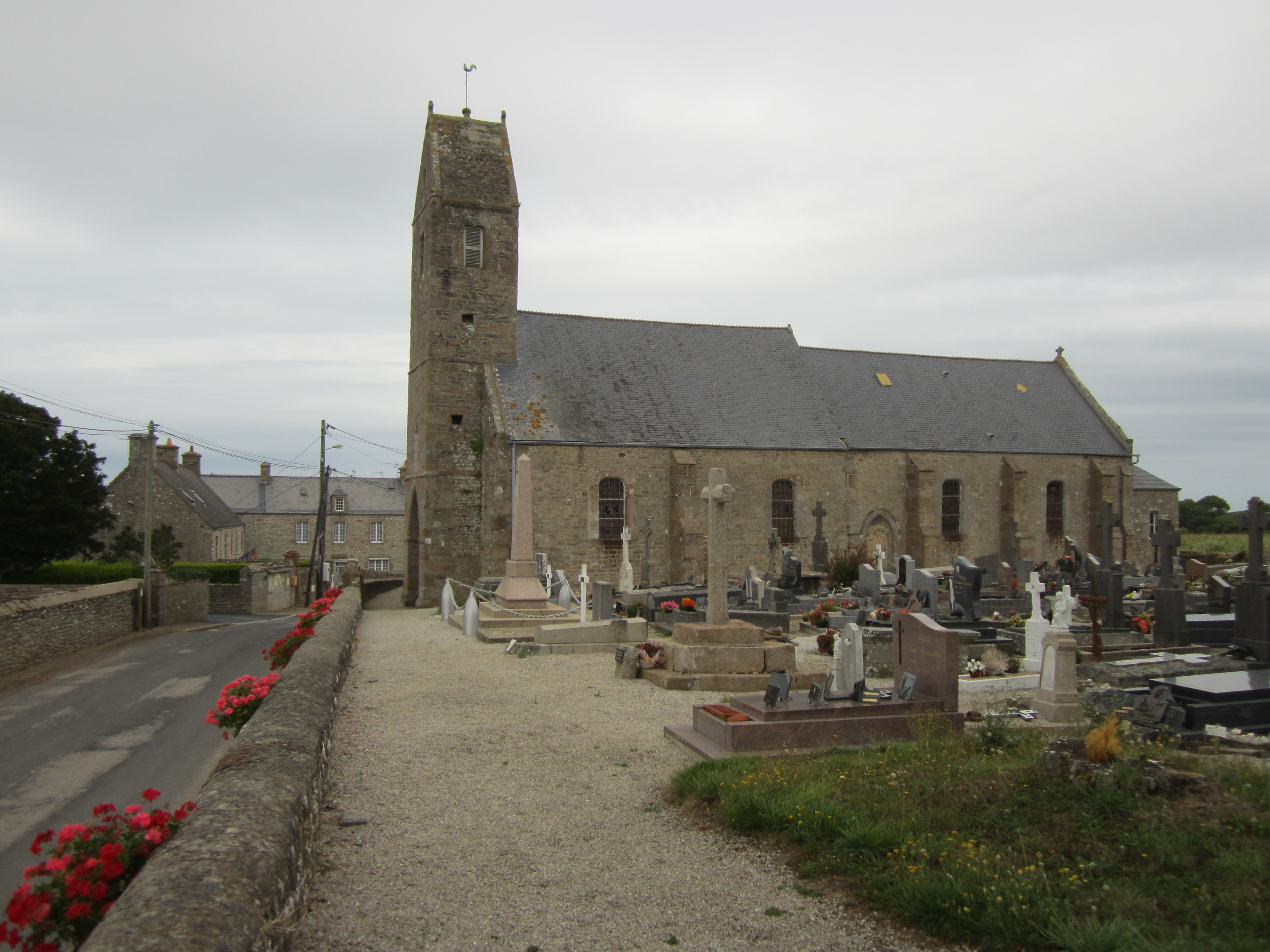
Kirche Saint-Martin

- Kirche Saint-Martin